# Chiesa di San Martino Vescovo (Barco)
La chiesa di San Martino Vescovo è la parrocchiale di Barco, frazione di Pravisdomini, in provincia di Pordenone e diocesi di Concordia-Pordenone; fa parte della forania del Basso Livenza.

## Storia
La prima citazione di una chiesa a Barco risale al 1424. 
Si sa che Barco divenne parrocchia autonoma nel 1667, con territorio smembrato da quello della pieve di Lorenzaga.
L'attuale parrocchiale, di origine medievale, venne praticamente riedificata nel 1895.

## Campanile
Il campanile di Barco ha la particolarità di essere pendente e, per questo, è definito "la torre pendente del Friuli". Sembra che la struttura abbia iniziato a sprofondare mentre era ancora in costruzione.